# كولت هاينز
كولت هاينز (بالإنجليزية: Colt Hynes)‏ هو لاعب كرة قاعدة أمريكي، ولد في 28 يونيو 1985 في أوكلاهوما سيتي في الولايات المتحدة.

## وصلات خارجية
- كولت هاينز على موقع دوري كرة القاعدة الرئيسي (الإنجليزية)
- كولت هاينز على موقعبيزبول رفرنس.كوم (الدوري الرئيسي) (الإنجليزية)
- كولت هاينز على موقعبيزبول رفرنس.كوم (الدوري الثانوي) (الإنجليزية)
- كولت هاينز على موقع إي إس بي إن.كوم (أم.أل.بي) (الإنجليزية)
- كولت هاينز على موقع مشجعي الرسوم البيانية (الإنجليزية)